# Bollmannia gomezi
Bollmannia gomezi är en fiskart som beskrevs av Acero P., 1981. Bollmannia gomezi ingår i släktet Bollmannia och familjen smörbultsfiskar. IUCN kategoriserar arten globalt som otillräckligt studerad. Inga underarter finns listade.